# Jej Wysokość Zosia: Była sobie księżniczka
Jej Wysokość Zosia: Była sobie księżniczka (ang. Sofia the First: Once Upon a Princess) – amerykański film animowany z 2012 roku w reżyserii Jamiego Mitchella. Wyprodukowany przez Disney Television Animation i Walt Disney Productions.
Światowa premiera filmu miała miejsce 18 listopada 2012 roku. W Polsce premiera filmu odbyła się 20 kwietnia 2013 roku, jednocześnie na dwóch kanałach Disney Channel i Disney Junior.

## Fabuła
Życie zwykłej dziewczynki Zosi całkowicie się zmienia, gdy jej matka poślubia króla. Zostaje księżniczką i musi nauczyć się odpowiednich manier, aby żyć w królewskim zamku. Mała księżniczka odkrywa, że w życiu najważniejsze są niezależność i uczciwość.

## Obsada
- Ariel Winter – Zosia
- Darcy Rose Byrnes – Amber
- Sara Ramírez – królowa Miranda
- Jennifer Hale – Kopciuszek
- Wayne Brady – Clover
- Jess Harnell – Cedryk
- Travis Willingham – król Roland II

## Wersja polska
Wersja polska: SDI Media Polska

Reżyseria: Joanna Węgrzynowska-Cybińska

Dialogi: Ewa Mart

Teksty piosenek: Tomasz Robaczewski

Kierownictwo muzyczne: Agnieszka Tomicka

Koordynator: Ewa Krawczyk

Kierownictwo produkcji: Beata Jankowska

Producent polskiej wersji językowej: Disney Character Voices International, Inc.

Wystąpili:
- Magda Kusa – Zosia
- Aneta Todorczuk-Perchuć – Królowa Miranda
- Grzegorz Kwiecień – Król Roland II
- Tomasz Steciuk – Cedryk
- Jakub Szydłowski – Uszaty
- Miłogost Reczek – Szambelan Bartłomiej
- Anna Apostolakis – Wróżka Pogódka
- Hanna Kinder-Kiss – Wróżka Fauna
- Mirosława Krajewska – Wróżka Flora
- Natalia Jankiewicz – Amber
- Kacper Cybiński – Janek
- Weronika Bochat – Kopciuszek
- Dominika Rydz – Mia

W pozostałych rolach:
- Paweł Szczesny – Profesor Popow
- Anna Sztejner – Suzette
- Grzegorz Pierczyński – Robal
- Beata Wyrąbkiewicz – Ruda
- Filip Dudycz – Książę Zandar
- Martyna Żukowska – Renia
- Kinga Krasnodębska – Jadzia
- Klaudia Fugowska
- Anna Kugel
- Zofia Modej
- Jakub Jankiewicz

Wykonanie piosenek:	
- I'm Not Ready to Be a Princess: Magda Kusa
- Royal Prep (wersja 1): Anna Apostolakis, Hanna Kinder-Kiss, Mirosława Krajewska oraz chór w składzie: Justyna Bojczuk, Natalia Jankiewicz, Katarzyna Owczarz, Agnieszka Tomicka, Adam Krylik, Krzysztof Pietrzak
- A Little Bit Of Food: Jakub Szydłowski, Dominika Rydz, Beata Wyrąbkiewicz, Magda Kusa
- Jak siostry: Weronika Bochat, Magda Kusa

Lektor: Artur Kaczmarski